# HD 196885 Ab
HD 196885 Ab (HD 196885 b) es un planeta extrasolar, que orbita la estrella binaria HD 196885 A, en la constelación de Delphinus. Por su masa, debe tratarse de un Planeta joviano, similar a los Planetas exteriores de nuestro Sistema Solar.
La segunda componente de la estrella, HD 196885 B, se encuentra muy alejada de HD 196885 A, y se duda si en realidad están asociadas gravitacionalmente. El planeta, sin embargo, está claramente relacionado con HD 196885 A, orbitándola a 2.37 UA, y completando una revolución cada 1333 días.
Este planeta fue descubierto en el 23 de octubre de 2007.